# Світанок (Прилуцький район)
Світа́нок (до 2024 року — Ю́жне; до 1945 року Туркенівка) — село в Україні, в Прилуцькому районі Чернігівської області. Населення становить ▼870 осіб. Входить до складу Парафіївської селищної громади.

## Географія
Село розташоване на півночі району. Відстань від Чернігова — близько 160 км (автошляхами — 179 км), до Ічні — 28 км. Найближча залізнична станція — Ічня на лінії Бахмач — Прилуки Полтавської дирекції залізничних перевезень за 30 км.
На відстані 1,5 км на північний схід від Світанка — село Боярщина, на сході за 3 км — село Лисогори, на заході — селище Парафіївка (5 км). Селом протікає струмок із загатою. Через село проходить автомобільна дорога Т 2515.
Площа села близько 0,3 км², що дуже сумнівно. Висота над рівнем моря — 143 м.
На південний захід від села розташований ландшафтний заказник «Туркенівка».

## Історія
Село засноване в першій половині XVII століття.
На фронтах Другої світової війни билися 544 жителі, 137 з них від сталінського режиму нагороджені орденами й медалями СРСР, 227 — загинули. На їх честь у селі споруджено обеліск Слави, а також пам'ятник воїнам-окупантам, що загинули при черговій окупації Туркенівки.
У 1946 назву села Туркенівка русифіковано за Радянського Союзу з метою прибрати згадки про нацменшини. Новою назвою села стало Южне.
У повоєнний період у селі знаходилася центральна садиба колгоспу «Україна», за яким було закріплено 3746 гектарів сільськогосподарських угідь, у тому числі 3547 га орної землі. Це були багатогалузеві господарства, де вирощували зернові й технічні культури, займалося м'ясо-молочним тваринництвом.
2015 року село ввійшло до складу Парафіївської об'єднаної територіальної громади.
19 вересня 2024 року Верховна Рада підтримала перейменування села Южне на Світанок. 26 вересня 2024 року перейменування набуло чинності.

## Населення

### Мова
Розподіл населення за рідною мовою за даними перепису 2001 року:
| Мова       | Кількість | Відсоток |
| ---------- | --------- | -------- |
| українська | 905       | 98.37 %  |
| російська  | 15        | 1.63 %   |
| Усього     | 920       | 100 %    |

## Інфраструктура
У селі є загальноосвітня школа, клуб, бібліотека, ФАП, магазин, відділення зв'язку.
Працює сільськогосподарське приватне підприємство «Фортуна».

## Відомі люди
У сусідньому з Світанком селі Лисогори поховано відомого вченого в галузі кораблебудування Платона Яковича Гамалію (1766–1817)